# Суперкубок Вірменії з футболу 1996
Суперкубок Вірменії з футболу 1996 — 1-й розіграш турніру. Матч відбувся 9 червня 1996 року між чемпіоном і володарем кубка Вірменії Пюніком та віце-чемпіоном Вірменії клубом Ширак.
| Володар Суперкубка Вірменії 1996 |
| -------------------------------- |
|                                  |
| Ширак Перший титул               |

## Матч

### Деталі
| 9 червня 1996 |

| Ширак                                  | 3:1      | Пюнік        |
| -------------------------------------- | -------- | ------------ |
| Ніколян 35' Єпраносян 49' Варданян 61' | Протокол | Маргарян 23' |

| Раздан, Єреван |